# Randers–Hadsund Jernbane

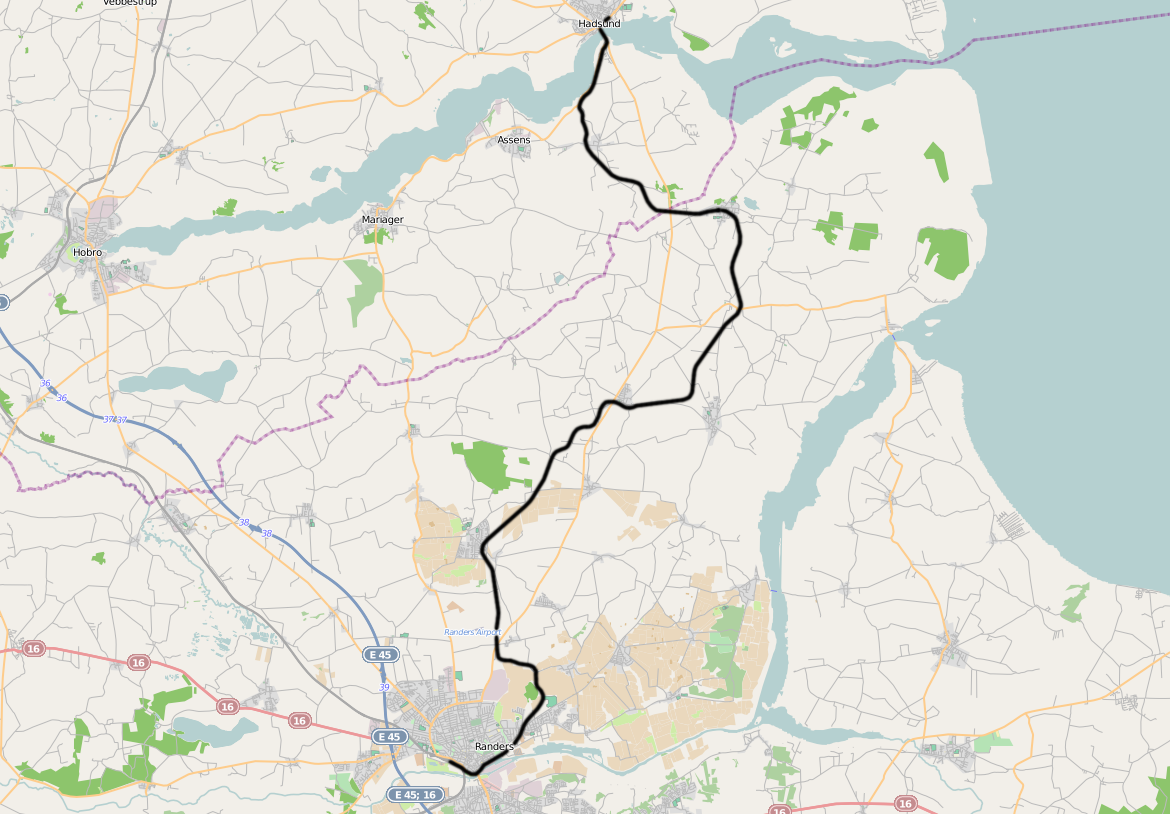
Bankarta

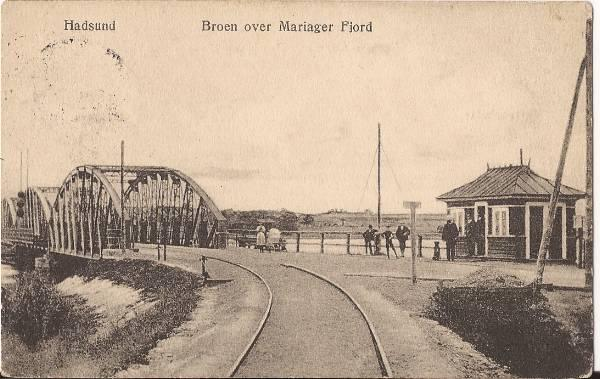
Den tidigare svängbron över Mariagerfjorden i Hadsund, 1912

Randers–Hadsund Jernbane var en normalspårig järnväg i Nordjylland i Danmark. Den anlades och drevs av det privata danska järnvägsföretaget Randers–Hadsund Jernbane och öppnade 1882.
Ägaren till Randers Jernbanevognfabrik, William Robert Rowan, hade utvecklat en ångmotorvagn och ett koncept för förenklade järnvägar med bland annat lättare räls. Han tog initiativ till banan mellan Randers och Hadsund som en sådan järnväg med ångmotorvagnar med bland annat C.F. Tietgen som finansiär. Tillsammans med Gribskovbanen blev banan  referensobjekt för järnvägar av denna typ, varefter fem så kallade järnvägar med ångmotorvagnar i Skåne byggdes på basis av konceptet.
Järnvägen var en lokalbana mellan en station på Fischergatan, nära hamnen i Randers, och Hadsund. Tågen hade till 1904 sin norra ändpunkt i järnvägsstationen Hadsund Syd, söder om Mariagerfjorden. Därifrån tog sig passagerarna över till staden med en färja, en öppen pråm med ett mindre däck, som drogs över med handkraft. 1904 invigdes den första Hadsundbroen över Mariagerfjorden i Hadsund, en svängbro, som var en kombinerad landsvägs- och järnvägsbro.  
Driften av järnvägen sköttes av det tyska företaget Local Eisenbahn Betriebs Gesellschaft. Sedan det tyska företaget gått i konkurs 1897, kom banan i danska händer. Ångvagnarna tillverkades av Randers Jernbanevognfabrik med ångmaskiner från Nydqvist & Holm i Trollhättan. De slets snabbt ut och byggdes 1898 om till personvagnar, vilka drogs av ånglokomotiv. År 1947 inköptes rälsbussar från Scandia A/S. 
Efter andra världskriget minskade lönsamheten på grund av ökad konkurrens av landsvägstrafik, och trafiken lades ned 1969. 